# اسورن (کارولینای شمالی)
اسورن (به انگلیسی: Severn) شهری در ایالت کارولینای شمالی کشور ایالات متحده آمریکا است که جمعیت آن در سرشماری سال ۲۰۱۰ میلادی، ۲۷۶ نفر بوده‌است.